# 몽골은색밭쥐
몽골은색밭쥐(Alticola semicanus)는 비단털쥐과에 속하는 설치류의 일종이다. 몽골에서만 발견된다.

## 분포 및 서식지
러시아 투바 지역부터 몽골과 중국 북부 지역까지 저지대 건조 암반 스텝 지대에 분포한다. 참엽수림의 수목한계선과 설선(snow line) 가장자리 사이의 건조한 초원과 준건조 초원, 관목 지대에서 서식한다. 향나무 초원과 고산 초원, 초원의 암반 노두 지역의 숲스텝과 스텝, 산악스텝 서식지에서 발견된다.